# 汤米·卡尔斯
汤米·卡尔斯（瑞典語：Tommy Karls，1961年10月13日—），瑞典男子皮划艇运动员。他曾代表瑞典参加1984年夏季奥林匹克运动会皮划艇比赛，获得男子四人皮艇1000米银牌。